# روضة الوعر
روضة الوعر قرية في ناحية حديدة التابعة لمنطقة تلكلخ في محافظة حمص في سورية.